# Municipio de Bazile (condado de Antelope, Nebraska)
Bazile Township es un municipio del condado de Antelope, Nebraska, Estados Unidos. Según el censo de 2020, tiene una población de 174 habitantes.
Es una subdivisión exclusivamente geográfica, por cuanto el condado de Antelope no utiliza la herramienta de los townships como municipios. El mantenimiento de los datos es realizado por la Oficina del Censo en cooperación con los Gobiernos del estado y del condado a los efectos exclusivamente estadísticos.
Es incorrecto en este caso, por lo tanto, traducir township como "municipio".

## Geografía
La subdivisión está ubicado en las coordenadas 42°23′57″N 97°53′32″O / 42.39917, -97.89222. Según la Oficina del Censo, tiene una superficie total de 93.21 km², de los cuales 93.13 km² corresponden a tierra firme y 0.08 km² están cubiertos de agua.

## Demografía
Según el censo de 2020, hay 174 personas residiendo en la zona. La densidad de población es de 1.9 hab./km². El 98.28 % de los habitantes son blancos y el 1.72% son de una mezcla de razas. Del total de la población, el 0.57 % es hispano o latino.